# 宮城県米谷工業高等学校
宮城県米谷工業高等学校（みやぎけんまいやこうぎょうこうとうがっこう）とは、かつて宮城県登米市に所在した県立の工業高等学校。

## 設置学科
- 全日制課程 
  - 機械システム科
  - 電気システム科
  - 情報技術科
  - 自動車科

## 沿革
- 1948年（昭和23年）7月19日 - 宮城県登米高等学校定時制課程米谷分校として開校[1]
- 1952年（昭和27年）4月1日 - 米谷、浅水、米川三町村組合立宮城県米谷高等学校として開校
- 1958年（昭和33年）4月1日 - 工業課程機械科及び産業旋盤課程設置
- 1961年（昭和36年）4月1日 - 宮城県米谷工業高等学校（全日制：機械科、電気科、自動車科）に改称
- 1962年（昭和37年）4月1日 - 宮城県に移管
- 1972年（昭和47年）4月1日 - 工業計測科設置
- 1989年（平成元年）4月1日 - 機械科を電子機械科、工業計測科を情報電子科に学科転換
- 2003年（平成15年）4月1日 - 電子機械科・電子科・情報電子科を機械システム科・電気システム科・情報技術科に学科改編
- 2011年（平成23年） -  自動車科の募集停止
- 2013年（平成25年） -  自動車科閉科
- 2015年（平成27年） -  閉校

## 部活動
- 運動部
  - 野球部
  - ソフトテニス部
  - バレーボール部
  - 男子ソフトボール部　県内3位の実績あり
  - サッカー部
  - バスケットボール部
  - バドミントン部
  - 陸上競技部
  - 卓球部
  - 柔道部
  - 剣道部
  - 弓道部
  - 空手道部
  - アーチェリー部
  - 剣道部　宮城県大会で3位の時代あり

- 文化部
  - 吹奏楽部
  - 新聞部
  - 写真部
  - 美術部
  - 家庭部
  - 機械工作班
  - 電気工作班
  - 情報技術研究班

## 統合
- 米谷工業高校は2014年度をもって閉校。上沼高校、米山高校、登米高校の商業科を統合して2015年度に上沼高校の敷地内に開校[2]した『宮城県登米総合産業高等学校』となり[3]、米谷工高の各学科は新しい高校に承継された。